# Église Saint-Josaphat de Chicago
Pour l’article homonyme, voir Église Saint-Josaphat (Détroit).
L'église Saint-Josaphat (anglais : St. Josaphat Church; en polonais: Kościół Świętego Jozafata et en cachoube Kòscół Swiãtégò Jozafata) est une église catholique de Chicago située dans le secteur de Lincoln Park. Elle est de style néo-roman et dépend de l'archidiocèse de Chicago.

## Historique
La paroisse est fondée en 1882 à la demande d'un comité de familles cachoubes, immigrées de Pologne, qui suivaient auparavant la messe en l'église Saint-Michel, qui accueillait une majorité de paroissiens germanophones. L'école paroissiale comprenant une église est prête en  mai 1884. L'école est dirigée par les sœurs de la Sainte Famille de Nazareth. L'église actuelle est terminée en 1902. L'architecte de l'église est William J. Brinkmann. Il y a alors cinq mille paroissiens et 750 enfants à l'école.
Dans les années 1980, il n'y a plus que la moitié de descendants de Polonais dans la paroisse, représentant 450 familles. Le reste est en majorité issu de la communauté d'origine mexicaine. Depuis quelques années, le quartier s'est embourgeoisé et accueille une population de jeunes cadres.

## Adresse
St. Josaphat Parish, 2311 North Southport Avenue, Chicago, Illinois.